# 羅氏副熱鯛
羅氏副熱鯛，為輻鰭魚綱鱸形目隆頭魚亞目慈鯛科的其中一種，分布於非洲馬達加斯加淡水流域，體長可達14.9公分，棲息在中底層水域，生活習性不明。

## 擴展閱讀
維基物種上的相關：羅氏副熱鯛